# Meruzalka smutná
Meruzalka smutná (Ribes triste) je druh keře z čeledi meruzalkovité (Grossulariaceae), rozšířený na severovýchodě Asie a severu Severní Ameriky. Patří mezi rybízy s červenými, jedlými, avšak dosti kyselými plody.

## Popis

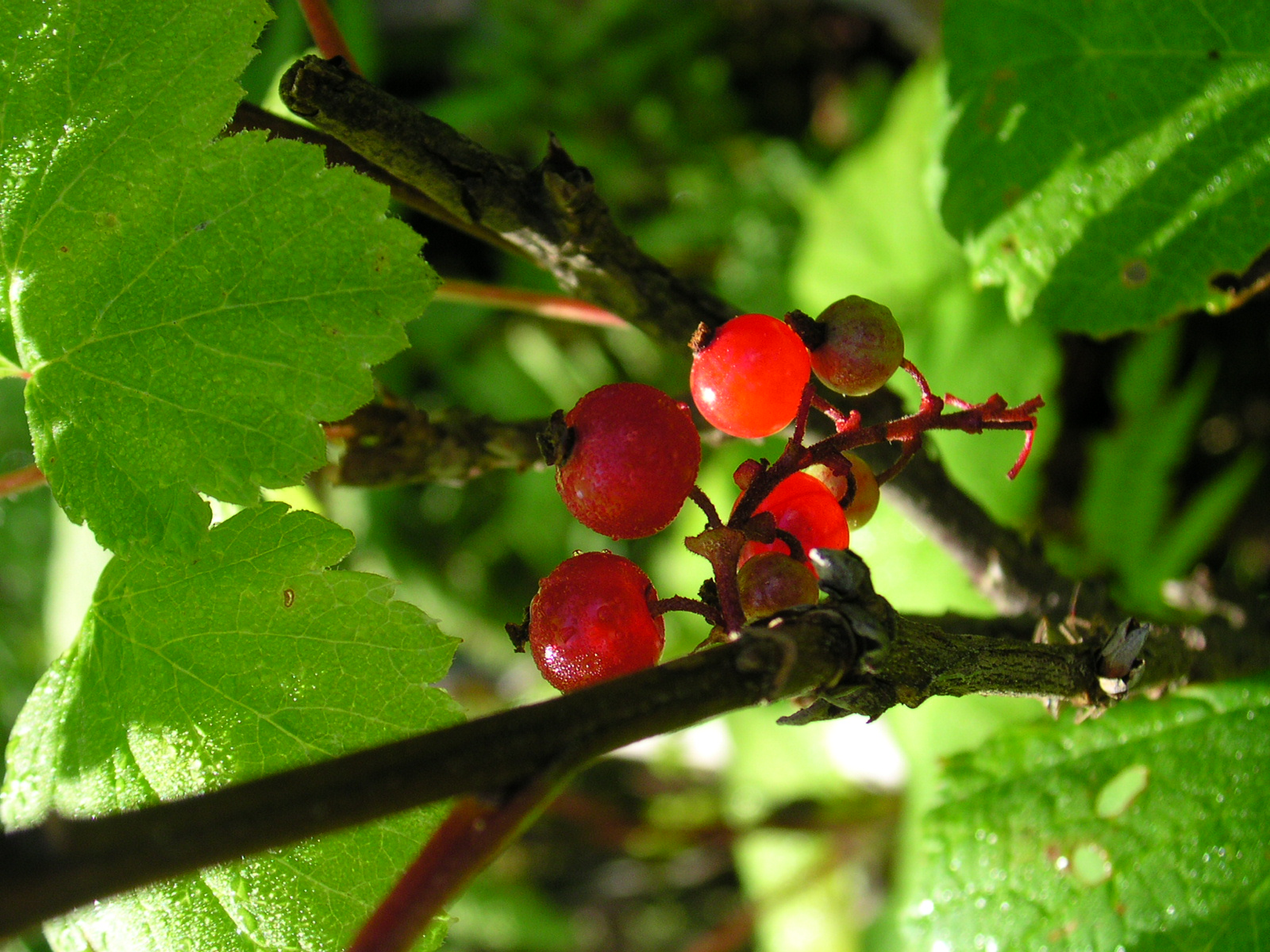
Detail plodů

Opadavý netrnitý keř dorůstající výšky jen okolo 50–100 cm, s řídkými, poléhavými větvemi, které v uzlinách při doteku s půdou zakořeňují. Listy jsou střídavé, řapíkaté, dlanitolaločnaté s 5 laloky, 6–10 cm veliké, na okrajích hrubě zubaté, na spodní straně jemně chlupaté. Oboupohlavné květy jsou uspořádány v převislých, 4–7 cm dlouhých hroznech se žláznatým vřetenem. Na každém hroznu je 5–20 drobných pětičetných květů s lysou miskovitou češulí na jejímž dně je zřetelný nektarový disk; kališní cípy, stejně jako drobné korunní plátky jsou růžové nebo purpurové barvy. Rozkvétají v květnu až červenci. Plody je jasně červené, lysé, kulovité bobule o průměru 6–10 mm, jedlé, avšak poněkud kyselé. Semena jsou rozšiřována savci a ptáky, kteří plody konzumují.

## Ekologie a rozšíření

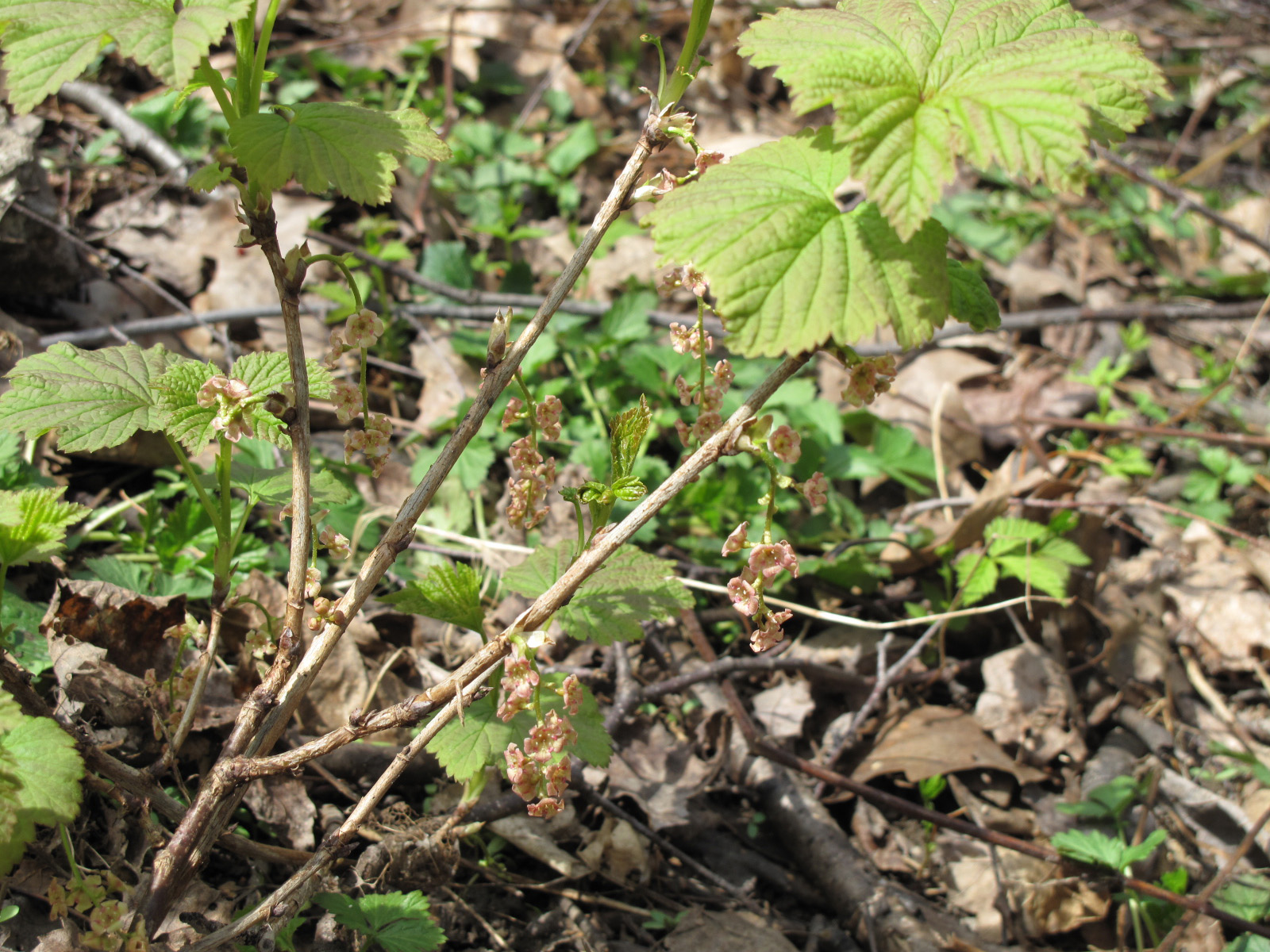
Kvetoucí keř

Meruzalka smutná má dosti rozsáhlý areál, který zahrnuje dva kontinenty. V Asii roste na východě od severovýchodní Číny přes Koreu, Japonsko, Sachalin a značnou část východní Sibiře (Irkutsko, Jakutie) až po Kamčatku a Beringův průliv. V Severní Americe se vyskytuje na Aljašce a na celém území Kanady daleko na severní arktické ostrovy; v USA zasahuje na severu po státy Oregon, Jižní Dakota, Novou Anglii a oblast Velkých jezer.

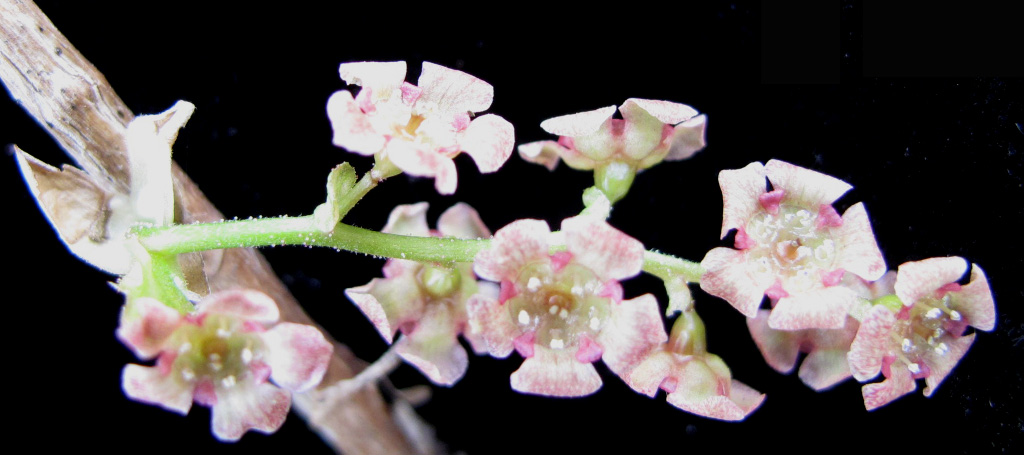
Detail květenství

Jde o otužilý, odolný keř tolerující zastínění. Ve svém areálu roste obvykle na vlhkých, hůře odvodněných, živinami bohatých stanovištích jehličnatých a smíšených boreálních lesů, na okrajích močálů a rašelinišť, na březích potoků a jezer či na vlhkých, mechem porostlých skalnatých svazích. Je obvyklým druhem v raně sukcesních stadiích lesů například po požárech, v podrostu však dokáže vytrvávat až do klimaxového stavu. V Asii vystupuje až do nadmořských výšek 1500 m, v Severní Americe roste od mořské hladiny po 1200 m n. m.

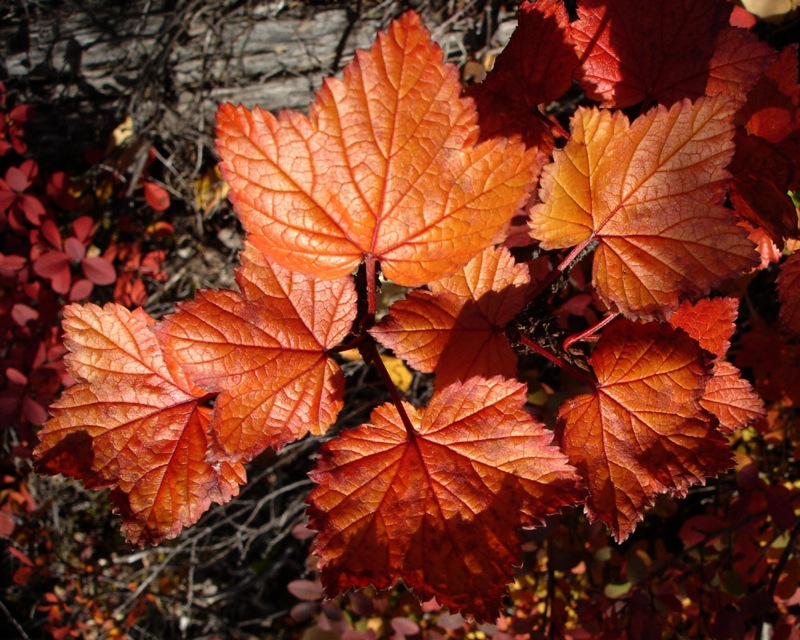
Podzimní zbarvení listů

## Využití u domorodých národů
Na Aljašce používají plody jako potravinu, jedí je syrové a vyrábějí z nich marmelády a želé. Eskymáci a Inupiaté je jedí syrové nebo vařené a míchají je s jinými bobulemi, z nichž připravují tradiční dezert. Smíchávají je také se šípky a plody kaliny jedlé a vaří z nich sirup. Irokézové plody rozmačkávají, dělají z nich malé koláčky a skladují je pro další použití; později je namáčejí do teplé vody a vaří z nich omáčku nebo je míchají s kukuřičným chlebem. Syrové nebo vařené plody také suší na slunci nebo na ohni a berou je s sebou jako potravu na lov. Odžibvejové jedí plody syrové a také je konzervují vařením, roztírají je na březovou kůru do malých koláčků, které suší a skladují na zimu. V zimě často jedí plody vařené se sladkou kukuřicí. Z bobulí také vyrábějí džemy a zavařeniny. Odvar z kořene a stonku používají v tradiční medicíně na léčení ledvinových kamenů a listy jako „ženský lék“.